# Armando Filiput
 Armando Filiput  (19. prosince 1923, Ronchi dei Legionari, Itálie – 30. března 1982, Ronchi dei Legionari) byl italský atlet, mistr Evropy v běhu na 400 metrů překážek z roku 1950.
Specializoval se na 400 metrů překážek. V této disciplíně se stal v roce 1950 mistrem Evropy. Na tomto evropském šampionátu byl zároveň členem stříbrné italské štafety na 4 × 400 metrů.

## Osobní rekordy
- 400 m – 48,2 (1950)
- 400 m překážek – 51,6 (1950)